# Ferdinand de Nattes
Victor Ferdinand de Nattes, né le 17 mars 1795 à Béziers (Hérault) et mort le 10 décembre 1881 à Marseille (Bouches-du-Rhône), est un conseiller municipal de Montpellier et directeur du Musée Fabre.

## Biographie
Membre de la famille de Nattes, il est le fils de Pierre Béranger de Nattes (1764-1849), marquis de Nattes et chef d'état-major de Kléber, et d'Élisabeth de Carrion d'Espagne de Nisas (1770-1853). Il se marie le 8 septembre 1824 à Montpellier avec Élaïs Lavit (1806-1876). Ils ont quatre enfants : Pierre-Marie Béranger de Nattes (1829-1905), Fanny-Louise-Marie (1825-1825), Marie-Victorine-Louise (1826-) et Gabrielle de Nattes (1831-1904).

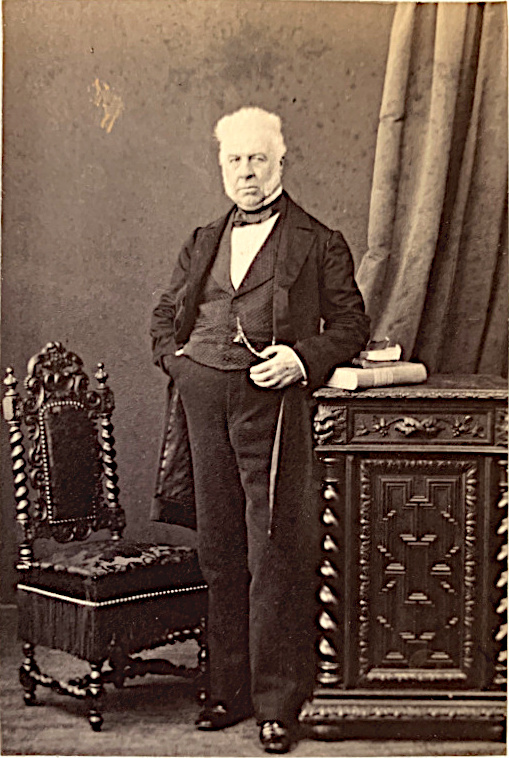
Ferdinand de Nattes, photographié par Sergueï Levitski vers 1860.

Lui-même artiste peintre, il est ami du peintre et collectionneur de François-Xavier Fabre. Celui-ci lui fait en 1832 un portrait exposé au musée des Augustins, à Toulouse. François-Xavier Fabre est institué en 1824 légataire universel de la richissime comtesse d'Albany dont il légua les collections à la ville de Montpellier à la condition que son ami le Marquis Ferdinand de Nattes soit nommé directeur à vie du Musée Fabre destiné à les abriter,. Ce dernier exerce en effet ces fonctions dès 1838, jusqu'à son décès en 1882.
En tant que directeur du musée Fabre, Ferdinand de Nattes, qui s'inscrit dans une fidélité absolue aux dispositions décidées par François-Xavier Fabre, a de nombreux conflits avec le conservateur, Charles Matet et la municipalité de la ville.
En 1859, le peintre Pierre Delorme (1783-1859) lègue des œuvres au musée Fabre. La représentation de modèles dénudés fait l'objet d'une controverse entre Jules Pagézy, le maire de la ville, et le directeur, le marquis de Nattes. Ce dernier est réticent à exposer les « nudités des tableaux de M. Delorme [qui] éloignent de nos galeries un grand nombre de dames ».
Il est également Conseiller municipal de Montpellier.
Alors qu'il est de passage dans la ville de Marseille, il décède à 5 heures du matin à l'Hôtel Terminus.

## Œuvres
- Louise de Nattes, Marquise de Saint-Georges (vers 1840), huile sur toile, 46 × 38 cm[13].
- Portrait de Pierre-Marie Béranger de Nattes (1844), huile sur toile, 46 × 38 cm[14].

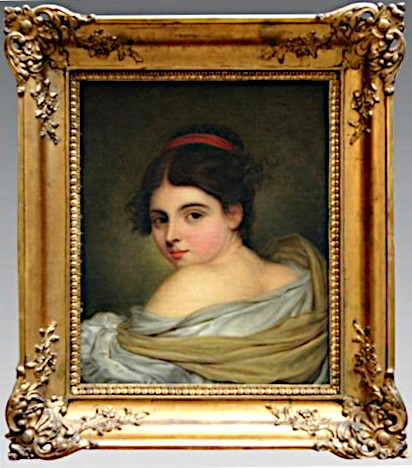
Portrait de Marie-Victorine-Louise (1826-), vers 1840.
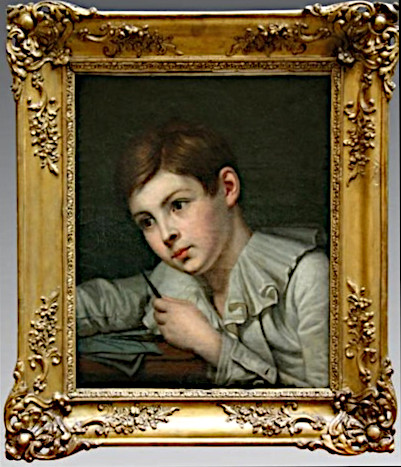
Portrait de Pierre-Marie Béranger de Nattes (1829-1905) vers 1844.